# Mathias Dockner
Mathias Dockner (* 24. August 1984 in Wien) ist ein ehemaliger österreichischer Basketballspieler.

## Werdegang

### Spieler
Der aus Wien stammende, 2,04 Meter große Flügel- und Innenspieler spielte im Nachwuchs der Vereine Union West Wien sowie Union Döbling. Er wechselte 2002 vom BC Basket Clubs of Vienna zum UBC Mattersburg in die Bundesliga. 2004 wechselte er innerhalb der Liga zu Arkadia Traiskirchen, ehe es ihn für ein Jahr nach Nordamerika zog. Dockner spielte in der Saison 2005/06 für die Hochschulmannschaft der University of British Columbia in Kanada. Nach der Rückkehr in sein Heimatland schloss sich Dockner 2006 wieder dem BC Basket Clubs of Vienna (damals gerade in die Bundesliga aufgestiegen) an. Dort trumpfte er insbesondere in der Saison 2007/08 auf, als er im Schnitt 18 Punkte sowie 5,9 Rebounds je Begegnung erzielte. 2009 ging er von Wien nach St. Pölten und spielte ein Jahr für den dortigen UBC. 2010 zog er sich aus Verletzungsgründen und nach dem Abschluss seines Studiums als Spieler vom Leistungsbasketballsport zurück. In der Saison 2010/11 war Dockner Assistenztrainer der Basketballhochschulmannschaft an der Capilano University in North Vancouver.

### Nationalmannschaft
Mit der A-Nationalmannschaft nahm er an den B-Europameisterschaften 2005 und 2009 teil. Er bestritt insgesamt zwölf A-Länderspiele.

### Funktionär
Im August 2024 wurde Dockner einer von vier stellvertretenden Vorsitzenden des Österreichischen Basketballverbands.

## Ausbildung
Ab 2003 studierte Mathias Dockner an der Wirtschaftsuniversität Wien internationale Betriebswirtschaft und schloss dieses Studium im Jahr 2009 mit einem Magistertitel ab. Später leitete er die Personalabteilung bei der Beratungsagentur Henley & Partners.